# Rákócziváros (Kecskemét)
Rákócziváros Kecskemét egyik városrésze.

## Fekvése
A város keleti felén a Belváros mellett terül el, gyakorlatilag sík területen, jelentősebb természetes vízfelület nélkül. Délnyugatról a Műkerti sétány, Kurucz tér, Csongrádi utca, Beniczky Ferenc utca, Csányi János körút, északnyugatról a Rákóczi út, Kodály Zoltán tér, keletről pedig a Kecskemét-Szeged vasút határolja a városrészt.

## Állami hivatalok
- Bács-Kiskun Megyei Kormányhivatal Földhivatali Főosztály (Földhivatal) (Fecske utca 25.)[1]
- Bács-Kiskun Megyei Kormányhivatal Foglalkoztatási Főosztály (Klapka u. 34)[2]
- Kecskeméti Járási Hivatal Ingatlan-nyilvántartási Osztály; Földmérési és Földügyi Osztály (Fecske utca 25.)
- Kecskemét Járási Hivatal Kormányablak (Rákóczi út 5.)[3]
- Kecskemét Járási Hivatal Okmányiroda (Rákóczi út 5.)
- MÁK Bács-Kiskun Megyei Területi Igazgatóság Családtámogatási és Szociális Ellátási Iroda Kecskemét (Kuruc körút 16)[4]
- NAV Bács-Kiskun Megyei Adó- Adó És Vámigazgatósága - Kecskeméti Központi Ügyfélszolgálat (Kuruc körút 16)[5]

## Igazságszolgáltatás

### Bíróság
- Kecskeméti Munkaügyi Bíróság (Rákóczi út 17-19.)[6]
- Kecskeméti Járásbíróság (Rákóczi út 17-19.)[7]
- Kecskeméti Törvényszék (Rákóczi út 7.)[8]
- Kecskeméti Törvényszék Cégbírósága (Rákóczi út 7.)[9]

### Büntetés végrehajtás
- Bács-Kiskun Megyei Büntetés Végrehajtási Intézet (Mátyási u. 2.)[10]

### Ügyészség
- Bács-Kiskun Megyei Főügyészség Kecskemét (Rákóczi út 7.)
- Kecskeméti Járási Ügyészség (Mátyási u. 3.)[11]

## Kultúra, vallás

### Múzeum
- Kecskeméti Katona József Múzeum - Cifrapalota (Rákóczi út 1.)[12]
- Leskowsky Hangszergyűjtemény (Rákóczi út 15.)[13]
- Bozsó Gyűjtemény (Klapka u. 34.)[14]
- Bács-Kiskun Megyei Levéltár (Klapka u. 13.)[15]

### Színház
- Kelemen László Kamaraszínház (Rákóczi út 15.)

## Oktatás

### Bölcsőde[16]
- Klapka utcai Bölcsőde (Klapka u. 18.)

### Óvoda[17]
Ferenczy Ida Óvoda Klapka Utcai Óvodája (Klapka u. 14.)
Mihály Kertje Waldorf Óvoda (Fecske u. 15.)